# 네메아 제전

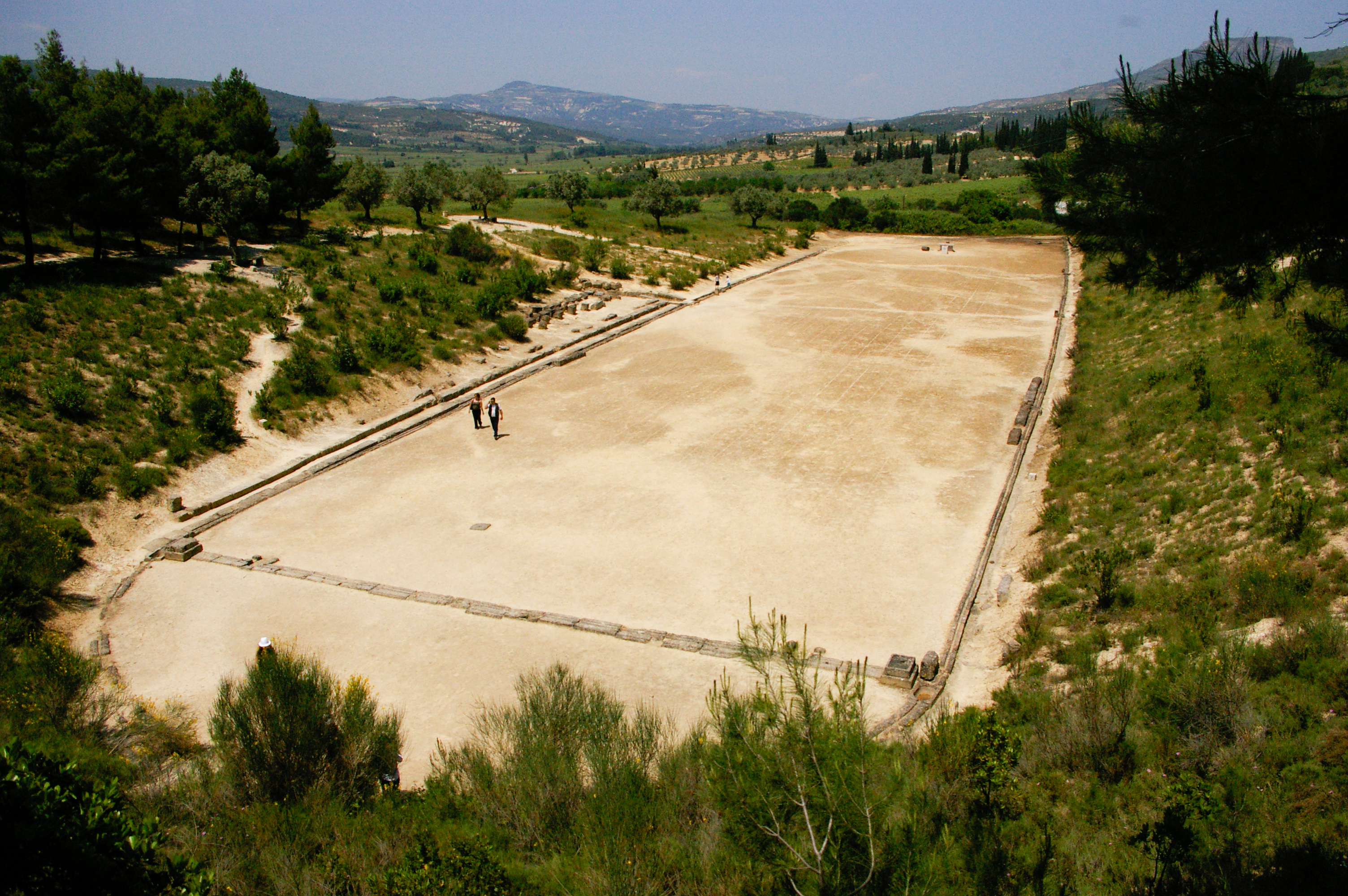
네메아의 스타디온.

네메아 제전(그리스어: Νέμεια)은 고대 그리스의 범그리스 경기 4개 대회 중 하나로, 매 2년 (또는 3년)마다 네메아에서 열렸다.
이스트미아 제전과 함께 네메아 제전은 올림피아드의 주기인 3년째인 올림피아 제전과 피티아 제전의 전년 후에 2번 열렸다. 올림픽 경기처럼 제우스를 기념하며 열렸다. 네메아의 사자를 제압한 헤라클레스가 시작했다고도 하며, 다른 신화에서는 오펠테스라는 소년의 장례 경기로서 기원했다고 한다. 하지만 이 경기는 기원전 6세기 (기원전 573년 또는 더 이전)부터야 존재가 알려졌다. 우승자들은 아르고스의 야생 셀러리의 잎으로 만든 관을 수여받았다.